# Буврес
Буврес (фр. Bouvresse) насеље је и општина у североисточној Француској у региону Пикардија, у департману Оаза која припада префектури Бове.
По подацима из 2011. године у општини је живело 182 становника, а густина насељености је износила 65,0 становника/km². Општина се простире на површини од 2,8 km². Налази се на средњој надморској висини од 223 метара (максималној 226 m, а минималној 211 m).

## Демографија
| 1962. | 1968. | 1975. | 1982. | 1990. | 1999. | 2011. |
| ----- | ----- | ----- | ----- | ----- | ----- | ----- |
| 170   | 171   | 172   | 143   | 153   | 164   | 182   |

График промене броја становника у току последњих година